# Bratrská jednota baptistů Tekovské Lužany
Sbor Bratské jednoty baptistov v Tekovských Lužanech na Slovensku je místní baptistickou církví v ulici SNP.

## Historie
Sbor v Tekovských Lužanech u Levic byl založený 26. května 1947 Slováky přesídlenými po 2. světové válce z Maďarska. Bylo to 91 baptistů z okolí Békéscsaby, ze sarvašského a kondorošského sboru. Konaly se evangelizace a křty, a tak měl sbor v roce 1948 už 144 členů. V roce 1951, kdy do sboru přišel první kazatel, absolvent baptistického teologického semináře v Praze Ján Miháľ, měl sbor 185 členů. V letech 1954 až 1957 si sbor postavil svůj sborový dům s modlitebnou a bytem pro kazatele.

## Kazatelé sboru
- Ján Miháľ (1951-1958)
- Dezidor Bartoš (1958-1965)
- Ján Kriška (1965-1981)
- Jaroslav Poloha (1982-1986)
- Alexandr Barkóci (od roku 1987)